# Anna Kajalina
Anna Kajalina (Narva, 8 marzo 1991) è una pallavolista estone, opposto del Cutrofiano.

## Carriera

### Club
La carriera di Anna Kajalina inizia nella stagione 2004-05 debuttando nella massima divisione del campionato estone con il Narva: resta lagata al club del suo paese natale per cinque stagioni.
Nella stagione 2009-10 viene ingaggiata dal River di Piacenza, nella Serie A1 italiana, dove rimane per tre stagioni: nell'annata 2012-13 è nel Villanterio di Pavia, in Serie A2. Milita nella serie cadetta anche nell'annata 2013-14 con il Flero, ottenendo la promozione in Serie A1, e in quella 2014-15 con il Neruda di Bronzolo, con il quale vince la Coppa Italia di categoria e ottiene una nuova promozione in massima serie.
Per il campionato 2015-16 si trasferisce in Francia, dove veste la maglia del Saint-Raphaël, in Ligue A, restando per due stagioni e aggiudicandosi lo scudetto 2015-16 e la Supercoppa francese 2016.
Ritorna in Italia per l'annata 2017-18 per difendere i colori della neopromossa Olimpia Teodora di Ravenna, in Serie A2, categoria dove milita anche nell'annata 2018-19 con il neopromosso Pinerolo e in quella 2019-20 con il Cutrofiano.

### Nazionale
Fa parte della nazionale estone Under-18 nel periodo compreso tra il 2005 e il 2007, mentre nel 2008 è nella nazionale Under-19.
Nel 2009 ottiene le prime convocazioni nella nazionale maggiore.

## Palmarès

### Club
- Campionato francese: 1

2015-16
- Supercoppa francese: 1

2016
- Coppa Italia di Serie A2: 1

2014-15

### Premi individuali
- 2008: Miglior pallavolista dell'Estonia